# Эрнст (маркграф Австрии)
Эрнст (нем. Ernst; 1027—9 июня 1075) — маркграф Австрии (1055—1075) из династии Бабенбергов. Сын австрийского маркграфа Адальберта.
После вступления в 1055 году на престол, Эрнст продолжил политику своего отца и вновь начал войну с венграми. В Венгрии в это время развернулась борьба за корону между двумя ветвями дома Арпадов. В этот конфликт вмешался германский император Генрих IV, который добился от одного из претендентов на венгерский престол передачи под сюзеренитет Германии земель на правом берегу реки Лейта. Северная часть этой территории оказалась под властью маркграфа Эрнста. В эти землях немедленно началась немецкая колонизация. Так было положено начало Бургенланду, территории находящейся под непосредственным управлением Венгрии, но находящейся в вассально-ленной зависимости от империи и населённой, по преимуществу, немцами.
На протяжении всего своего правления Эрнст сохранял верность императору и участвовал в его войнах с папой римским и саксонскими герцогами.

## Брак и дети
- Адельгейда Мейссенская (ум. 1071), дочь Дедо I (II), маркграфа Лужицкого

Леопольд II (1050—1095), маркграф Австрии (c 1075 г.)
Адальберт I, граф Виндберг (ум. 1145)
Адельгейда, замужем за Германном Пойгеном
- Свангильда, дочь Зигхарда VII, графа в Кимгау